# Eois polycima
Eois polycima är en fjärilsart som beskrevs av Reginald James West 1930.
Eois polycima ingår i släktet Eois och familjen mätare. Inga underarter finns listade i Catalogue of Life.